# Batudulang
Batudulang is een bestuurslaag in het regentschap Sumbawa van de provincie West-Nusa Tenggara, Indonesië. Batudulang telt 825 inwoners (volkstelling 2010).